# Jimmy Rave
James Michael Guffey (Atlanta, 8 de diciembre de 1982-Filadelfia, 12 de diciembre de 2021) fue un luchador profesional estadounidense, más conocido por el nombre de ring Jimmy Rave. Se hizo famoso por trabajar en Ring of Honor (ROH) y Total Nonstop Action Wrestling (TNA).

## Carrera

### Primeros años (1999-2005)
Entrenado por Murder One, Guffey debutó en octubre de 1999 como el enmascarado Mr. XTC. Más tarde adoptó el nombre de Jimmy Rave. Rave luchó para numerosas promociones de lucha libre profesional en el circuito independiente, entre ellas Combat Zone Wrestling, Full Impact Pro y NWA Wildside, donde ganó el Campeonato NWA Wildside Junior Heavyweight y el NWA World Junior Heavyweight Championship dos veces, realizó una gira por Japón con Dragon Gate. promoción en dos ocasiones y compitió en el Best of the Super Juniors de la New Japan Pro-Wrestling en 2008, e hizo varias apariciones con Total Nonstop Action Wrestling, así como una aparición en el programa Sunday Night Heat de World Wrestling Entertainment en marzo de 2005.

### Ring of Honor (2003-2007)
Rave debutó en Ring of Honor en 2003. Más tarde se convirtió en miembro de The Embassy, un establo dirigido por el príncipe Nana, y fue apodado "The Crown Jewel of the Embassy" (La joya de la corona de la embajada).
Al principio, Rave ganó notoriedad por haber recibido un calor excesivo en el talón de los fanáticos de ROH. En ROH era común que los fanáticos arrojaran serpentinas sobre los luchadores que apoyaban. Rave, sin embargo, se había convertido en una especie de destinatario de culto cuando los fanáticos le arrojaban rollos de papel higiénico. ROH anunció el 6 de noviembre de 2006 que se había prohibido tirar papel higiénico en todos los shows de ROH después de que Jimmy Rave intentó atacar a un fan que le tiró un rollo después de su combate.
Rave desarrolló el hábito de robar los remates de otros luchadores y reclamarlos como propios. Un ejemplo sería cuando comenzó a usar Rave Clash, una copia del "Styles Clash" de A.J. Styles, y dijo que él lo inventó y que Styles se lo robó. Después de perder un combate ante Styles en ROH donde la estipulación era que el perdedor ya no podía usar su versión respectiva del movimiento, Rave comenzó a usar Greetings From Ghana, una copia del Pedigree de Triple H, como su nuevo finalizador y nuevamente afirmaría que de hecho, él también había inventado ese movimiento.
El 14 de enero de 2006 en Filadelfia, Rave y Alex Shelley de The Embassy atacaron al Campeón Mundial de ROH Bryan Danielson después de una exitosa defensa del título. En Tag Wars 2006, Rave, junto con Shelley y Abyss, ganaron el Torneo de Tríos 2006. Rave usó su oportunidad por el título obtenida en Tag Wars 2006, pero se quedó corto en su combate con Danielson en el Fourth Anniversary Show.
En 2006, Rave había estado etiquetando esporádicamente con Alex Shelley en busca de los títulos de parejas de ROH, pero después de que Shelley dejó la compañía a mediados de año, Rave regresó brevemente a la acción de singles. Se encontró en el lado perdedor de varios encuentros con Davey Richards. Pronto Nana trajo un nuevo compañero de equipo, Sal Rinauro, y los dos comenzaron como equipo.
En septiembre de 2006, Prince Nana anunció su salida de Ring of Honor, poniendo fin a The Embassy. Jimmy Rave luego iría en una racha perdedora, hasta que anotó una gran sorpresa al vencer al contendiente número uno del Campeonato Mundial de ROH, Homicide. El resto del año y principios de 2008, Rave tuvo un feudo con Nigel McGuinness, que culminó en un partido el 4 de marzo de 2008, en Liverpool, Inglaterra, donde McGuinness finalmente logró vencer a Rave en una Lucha sin Honor para poner fin a la rivalidad. Después del combate, Rave fue temporalmente marginado de la acción dentro del ring debido a una fractura de mandíbula. En la historia, la lesión se atribuyó a que McGuinness lo golpeó con un lazo, pero en realidad Rave se había roto la mandíbula un mes antes en un partido contra Samoa Joe. Durante su recuperación, a Rave le recetaron analgésicos, que luego le produjeron una adicción.
El 22 de mayo de 2007 se anunció que Rave había firmado un contrato con Ring of Honor. El 2 de agosto de 2007, sin embargo, se anunció que Rave había dejado Ring of Honor y Full Impact Pro.

### Total Nonstop Action Wrestling (2007-2009, 2011, 2013)
En agosto de 2007 se anunció que Rave había firmado un contrato con Total Nonstop Action Wrestling. Regresó a la promoción en No Surrender el 9 de septiembre de 2007, donde apareció junto a Christy Hemme y Lance Hoyt, más tarde conocido como Lance Rock. Posteriormente, el trío se llamó The Rock 'n Rave Infection, con Hemme, Rock y Rave adoptando los gestos de una banda de rock y llevando los controladores del juego Guitar Hero al ring. Luego se convirtió en un intermediario de la División X, y la división en Parejas con Lance Rock, poniendo a cargo equipos como Team 3D, LAX, Prince Justice Brotherhood y The Motor City Machine Guns. En Bound for Glory, Rave compitió en el Reverse Battle Royal que ganó Eric Young. En Turning Point, Rave compitió en Feast o Fired pero no pudo ganar el partido. En Final Resolution, The Rock 'n Rave Infection perdió ante The Latin American Xchange (Hernandez y Homicide). En Destination X, The Rock 'n Rave Infection perdió una lucha por equipos de tres vías para determinar los contendientes número uno al Campeonato Mundial de Parejas de TNA. En Lockdown, The Rock 'n Rave Infection compitió en un Six Team Cuffed in the Cage Match donde perdieron. En Sacrifice, Rave compitió en un TerrorDome match que ganó Kaz. En No Surrender, The Rock 'n Rave Infection (Rave, Lane Rock y Christy Hemme) perdió ante Curry Man, Shark Boy y Super Eric en una lucha por equipos intergénero de seis personas.
En octubre de 2008, Rave sufrió una lesión en el cuello en Bound for Glory IV en el Steel Asylum Match. La lesión fue menor ya que se recuperó rápidamente y apareció en Turning Point y en Impact!. En Final Resolution, Rave compitió en un partido Feast o Fired pero no pudo ganar el combate. En Genesis, Rave, Kiyoshi y Sonjay Dutt perdieron ante Eric Young y The Latin American Xchange (Hernandez & Homicide) en un combate de eliminación.
El 11 de febrero de 2009, Rave fue liberado de su contrato con TNA junto con su excompañero de equipo, Lance Hoyt.

### Circuito independiente (2009-2020)
Rave hizo su debut con Great Championship Wrestling el 3 de abril de 2009, con una victoria sobre su entrenador, Murder One. Posteriormente, Murder y Rave lucharían durante todo el verano, en una serie de combates en los que Rave finalmente derrotó a Murder por el Campeonato de Peso Pesado de la GCW. De estas batallas, la pelea callejera del 16 de julio entre los dos que los vieron pelear por todo el edificio de GCW, y el 29 de agosto Mayhem in Milledgeville road show match, ambos se destacan como dos de los mejores combates que la promoción había visto en más de dos años. Rave perdió el cinturón del campeonato en septiembre ante Johnny Swinger, quien reveló que estaba conspirando contra Rave durante meses, mientras se hacía pasar por un babyface. Rave eventualmente recuperaría el campeonato de peso pesado de la GCW un mes después en octubre. Su enemistad con Sal Rinauro, que comenzó el 14 de mayo de 2009 con un partido reñido que vio a Rave ganar después de 30 minutos de acción, se reanudó una vez más, ya que Rinauro (regresando de una pausa de la organización) regresó para desafiar a Rave por el título de la GCW el 12 de noviembre, solo para ser derrotado nuevamente por él.
El 21 de febrero de 2011, Dragon Gate USA anunció que Rave haría su debut para la promoción el 1 de abril en Burlington, Carolina del Norte. En su debut, Rave entró en la Breakout Challenge Series, derrotando a Kyle Matthews, Lince Dorado y Sugar Dunkerton en su primera ronda. Más tarde esa noche, Rave fue derrotado en la final del torneo por Arik Cannon. El 3 de abril en Open the Ultimate Gate, Rave fue derrotado por Johnny Gargano en un combate individual. El 31 de julio, Rave tuvo la oportunidad de luchar por el Campeonato Mundial Peso Pesado de la NWA, pero fue derrotado por Adam Pearce, que también incluyó a Chance Prophet y Shaun Tempers.
El 22 de junio de 2014, Rave hizo su debut para Atlanta Wrestling Entertainment (AWE), derrotando a Drew Adler.. En AWE's To Be The Man! el 18 de junio de 2015, en The Masquerade, Rave participó en un torneo de 12 hombres por el Georgia Wrestling Crown Championship. Ganó su primer combate contra Kyle Matthews y Sugar Dunkerton, luego derrotó a Raphael King en las semifinales y finalmente a Chip Day en la final para ganar el torneo y convertirse en el primer Campeón de GWC. Como Campeón de GWC, Rave hizo defensas exitosas contra sus oponentes como Cedric Alexander, Davey Richards, Gunner, Johnny Gargano, AR Fox, Sami Callihan y Tommaso Ciampa hasta perder el título ante Martin Stone.

## Vida personal
Guffey ha admitido haber tenido problemas pasados con la adicción a las drogas, a lo que culpa por sus decepcionantes actuaciones en 2009. Después de dejar Ring of Honor, ingresó en un centro de rehabilitación y finalmente consiguió un trabajo como director de Apoyo, Bienestar y Respiro de Pares del Condado de Bartow.
El 28 de noviembre de 2020 en su página de Twitter anunció su retiro de la lucha libre profesional debido a una infección en su brazo izquierdo que requirió amputación.

## Fallecimiento
El 24 de octubre de 2021, Rave anunció a través de Twitter que, debido a una infección por MRSA, le amputaron ambas piernas. Murió en Filadelfia el 12 de diciembre de 2021, a la edad de 39 años.

## Campeonatos y logros
- GTS Wrestling
- - GTS World Heavyweight Championship (1 vez)
  - GTS United States Championship (1 vez)
  - GTS Tag Team Championship (1 vez) - con Gabby Gilbert
- Atlanta Wrestling Entertainment
  - GWC Championship Tournament (2015)[21]

- Combat Zone Wrestling
  - CZW Iron Man Championship (1 vez)

- Full Impact Pro
  - FIP Tag Team Championship (1 vez e inaugurales) – con Eddie Vegas

- Great Championship Wrestling
  - GCW Heavyweight Championship (2 veces)[22]

- Hardcore Championship Wrestling
  - HCW Hardcore Championship (1 vez)

- National Wrestling Alliance
  - NWA World Junior Heavyweight Championship (2 veces)

- NWA Wildside
  - NWA Wildside Junior Heavyweight Championship (2 veces)

- Peachstate Wrestling Alliance
  - Georgia Junior Heavyweight Championship (1 vez)[23]
  - PWA Heritage Championship (1 vez)[24]

- Rampage Pro Wrestling
  - RPW Intercontinental Championship (1 vez)

- Ring of Honor
  - Trios Tournament (2006) – con Alex Shelley & Abyss

- Southern Fried Championship Wrestling
  - SFCW Phase One Championship (1 vez, actual)[25]

- STAR Pro Wrestling
  - STAR Heavyweight Championship (1 vez)[26]

- Twin States Wrestling
  - TSW Championship (1 vez)